# Bisdom Netzahualcóyotl
Het bisdom Netzahualcóyotl (Latijn: Dioecesis Netzahualcoytlensis) is een rooms-katholiek bisdom met als zetel Ciudad Nezahualcóyotl, in Mexico. Het bisdom is suffragaan aan het aartsbisdom Tlalnepantla. 

## Geschiedenis
Het bisdom werd opgericht op 5 februari 1979, uit delen van het bisdom Texcoco, en was suffragaan aan het aartsbisdom Mexico. Op 17 juni 1989 wisselde het van kerkprovincie en werd suffragaan aan het nieuw verheven aartsbisdom Tlalnepantla.

## Parochies
Het bisdom had in 2021 een oppervlakte van 413 km2 en telde 2.048.000 inwoners waarvan 69,2% rooms-katholiek was.

## Bisschoppen
- José Melgoza Osorio (5 februari 1979 - 15 maart 1989)
- José María Hernández González (18 november 1989 - 8 juli 2003)
- Carlos Garfias Merlos (8 juli 2003 - 7 juni 2010)
- Héctor Luis Morales Sánchez (7 januari 2011 - heden)

Tlalnepantla (aartsbisdom) · Cuautitlán · Ecatepec · Izcalli · Netzahualcóyotl · Teotihuacán · Texcoco · Valle de Chalco